# Sturmtiger
O Sturmmörserwagen 606/4 mit 38 cm RW 61, conhecido também como Sturmtiger, foi um canhão de assalto pesado, desenvolvido sobre o chassi do Panzerkampfwagen VI Tiger e utilizado pela Alemanha Nazista durante final da Segunda Guerra Mundial. Foi construído a partir de chassis de Tigers danificados e do morteiro naval RW 61, de 380 milímetros. Sua tarefa principal era fornecer suporte a infantaria, destruindo posições defensivas, como bunkers.
Teve apenas 18 unidades produzidas, nas quais foram utilizadas na Revolta de Varsóvia, Batalha do Bulge e a Batalha de Reichswald.

## Desenvolvimento
A ideia para um veículo pesado de apoio de infantaria capaz de demolir edifícios fortemente defendidos ou áreas fortificadas com um único tiro saiu das experiências de batalhas urbanas pesadas na Batalha de Stalingrado em 1942. Na época, a Wehrmacht tinha apenas o StuIG 33B e uma variante do Sturmgeschütz III equipado com um canhão de 150 mm Sig 33. 12 deles foram perdidos em combate em Stalingrado. Seu sucessor, o Sturmpanzer IV, também conhecido como Brummbär, estava em produção desde o início de 1943. Esta era essencialmente uma versão melhorada do desenho anterior, com o mesmo canhão montado sobre o chassi do Panzer IV, e com uma blindagem melhor.
Enquanto melhorado muito em comparação com os modelos anteriores, por esta altura, armas de infantaria anti-tanque foram melhorando drasticamente, e a Wehrmacht ainda viu a necessidade de um veículo semelhante mais pesado e armado. Portanto, uma decisão foi tomada para criar um novo veículo baseado no chassi do Tiger e equipa-lo com um obus de 210 milímetros. No entanto, unidades deste obus acabou por não estar disponível no momento e, portanto, foi substituído por um lançador de foguetes 380 milímetros, que foi adaptado de um lançador de carga de profundidade da Kriegsmarine.
Em setembro de 1943 foram feitos planos para Krupp fabricar novos chassis blindados do Tiger I para o Sturmtiger. Os chassis do Tiger I eram para ser enviado para Henschel para montagem de chassis e, em seguida, a Alkett, onde as superestruturas seriam montadas. O primeiro protótipo estava pronto e foi apresentado a Adolf Hitler em outubro de 1943. A entrega dos primeiros chassis ocorreriam em dezembro de 1943, com as três primeiras unidades sendo finalizadas pela Alkett por volta de 20 de fevereiro de 1944.
Devido a atrasos, Hitler não solicitou a produção do veículo até 19 de abril de 1944, e 12 superestruturas e canhões para o Sturmtiger estariam preparadas e montadas sobre o chassi do Tiger I. As três primeiras séries de produção do Sturmtiger foram finalizadas pela Alkett em agosto de 1944. Os planos para completar um adicional de 7 unidades do Sturmtiger de 15 a 21 de setembro de foram apresentados a Hitler em uma conferência em 18-20 de agosto de 1944. 10 veículos foram produzidos em setembro, juntamente com um adicional de 5, em dezembro de 1944.
Hitler tinha colocado uma grande importância sobre o emprego especial do Sturmtiger em batalhas, e acreditava que seria necessário produzir pelo menos 300 cartuchos de munição por mês.

## Serviço em combate
O Sturmtiger foi destinado a servir como um veículo pesado de apoio à infantaria, que presta assistência com ataques a áreas altamente fortificadas. Porém no momento em que os primeiros Sturmtigers estavam disponíveis, a situação para a Alemanha tinha mudado para o pior, com a Wehrmacht sendo quase exclusivamente na defensiva do que na ofensiva.
Três novas companhias de blindados foram criados para operar o Sturmtiger: a Panzer Sturmmörser Kompanien (PzStuMrKp) 1000, 1001 e 1002. Estas unidades eram originalmente para estar equipadas com 14 veículos, mas esse número foi posteriormente reduzido para 4 cada, divididos em dois pelotões.
A PzStuMrKp 1000 foi levantada em 13 de agosto de 1944, e batalhou durante a Revolta de Varsóvia, com 2 veículos, assim como o protótipo em uma ação separada, o que pode ter sido a única vez que o Sturmtiger foi utilizado em sua função pretendida. A PzStuMrKp 1001 (comandada pelo capitão von Gottberg) e a 1002 (comandado pelo tenente Zippel) foram levantadas em seguida, durante setembro e outubro. Ambos a PzStuMrKp 1000 e 1001 serviu durante a Ofensiva das Ardenas, com um total de 7 Sturmtigers.
Após esta ofensiva, os Sturmtigers foram utilizados na defesa da Alemanha, principalmente na Frente Ocidental.
Durante a batalha para a ponte em Remagen, as forças alemãs mobilizaram a Sturmmörserkompanie 1000 e 1001 (um total de 7 unidades), e para acompanha-los mobilizaram também a 6º SS-Panzer Armee para tomar parte na batalha. Os Sturmtigers foram inicialmente encarregados com o uso de seus morteiros contra a própria ponte, no entanto, foi descoberto que lhes faltava a precisão necessária para atingir eficazmente a ponte. Durante este compromisso, alguns relatórios sugerem que 2 tiros efetuados por Sturmtigers conseguiram atingir entre ou perto de um grupo de tanques Sherman, destruindo-os. No entanto, dada a imprecisão do canhão do Sturmtiger, bem como o envolvimento dos bombardeiros de mergulho e um canhão ferroviário na batalha, essa história nunca foi confirmada. Depois da ponte foi capturada pelos aliados, a Sturmmörserkompanie 1000 e a 1001 foram incumbidos de dispararem contra as forças aliadas para cobrir a retirada alemã, ao contrário de sua tarefa de destruir posições defensivas, para a qual foi originalmente concebida.

## Galeria (clique para ampliar)

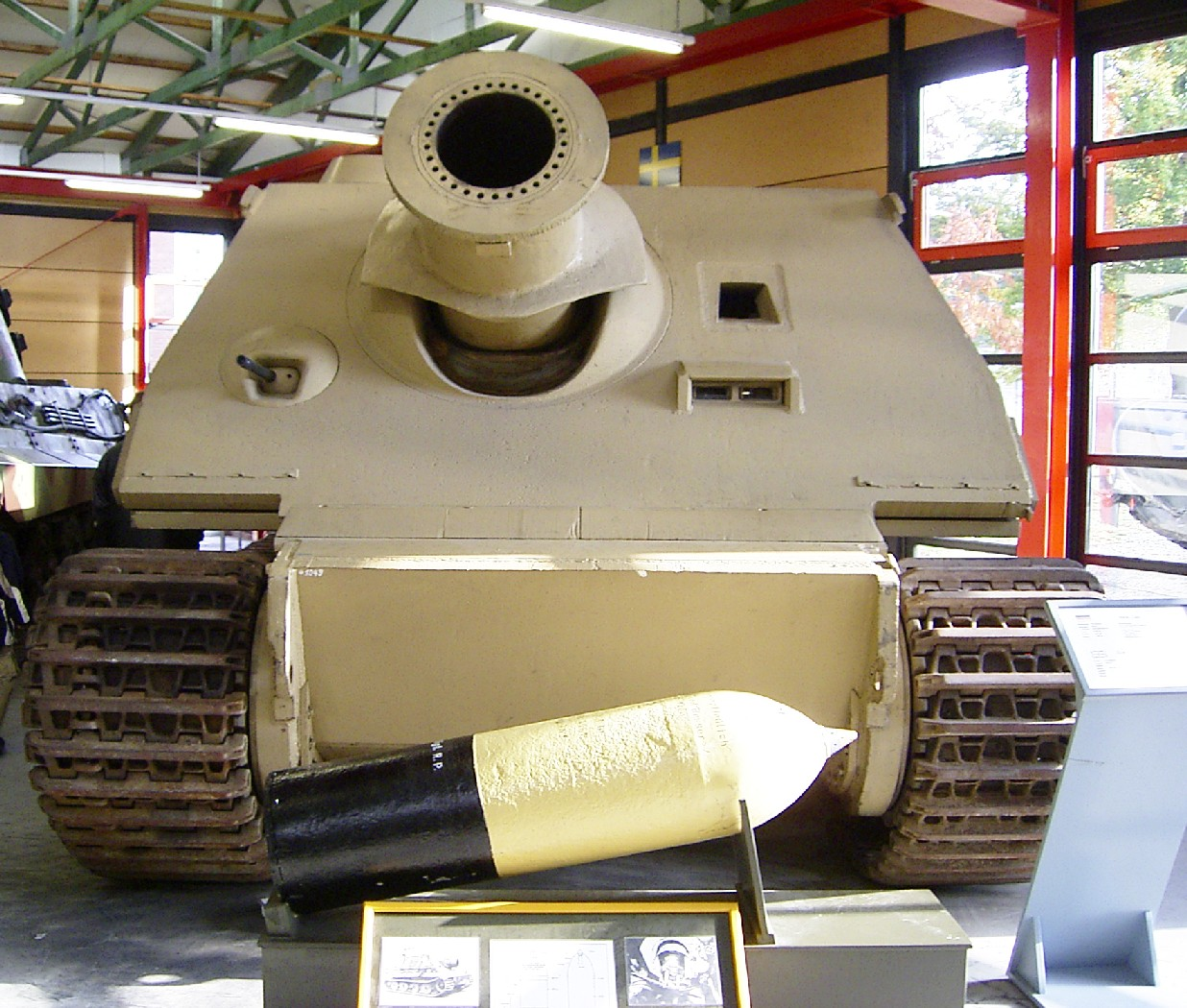
Um Sturmtiger em exposição no Deutsches Panzermuseum, juntamente com o projétil de seu canhão.
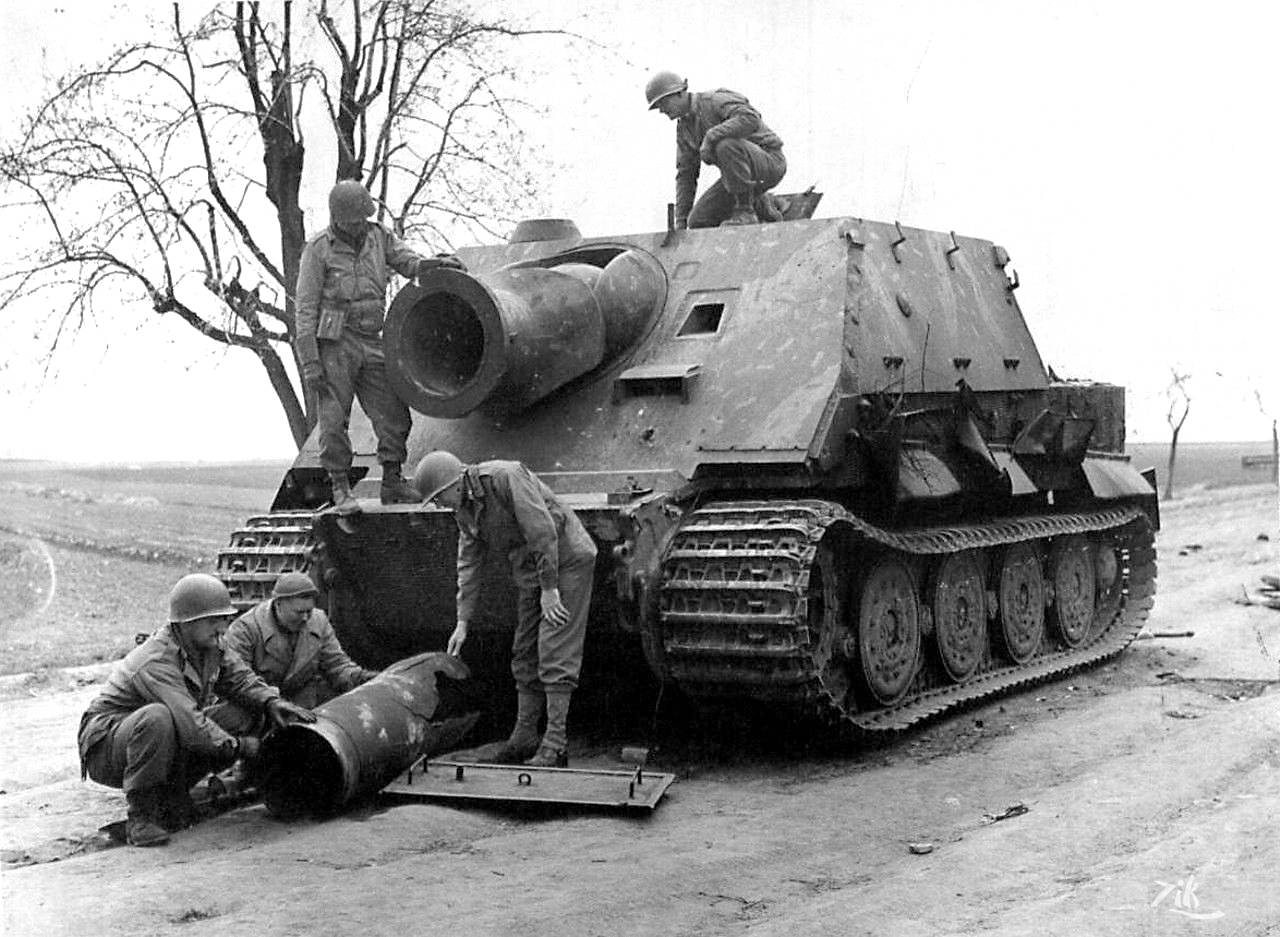
Soldados do americanos inspecionando um Sturmtiger abandonado (abril de 1945).
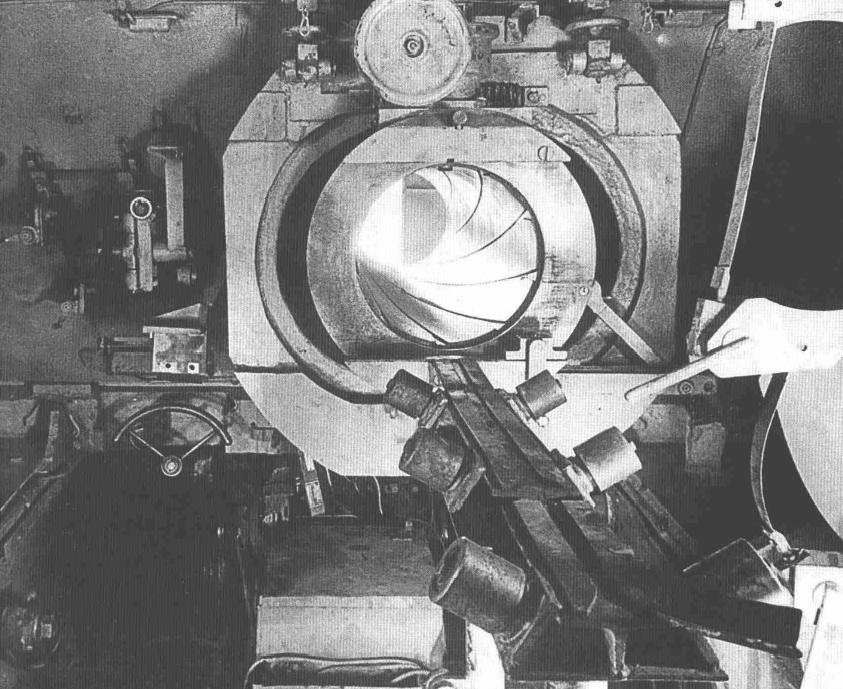
Culatra de um Sturmtiger capturado por soldados britânicos (1945).
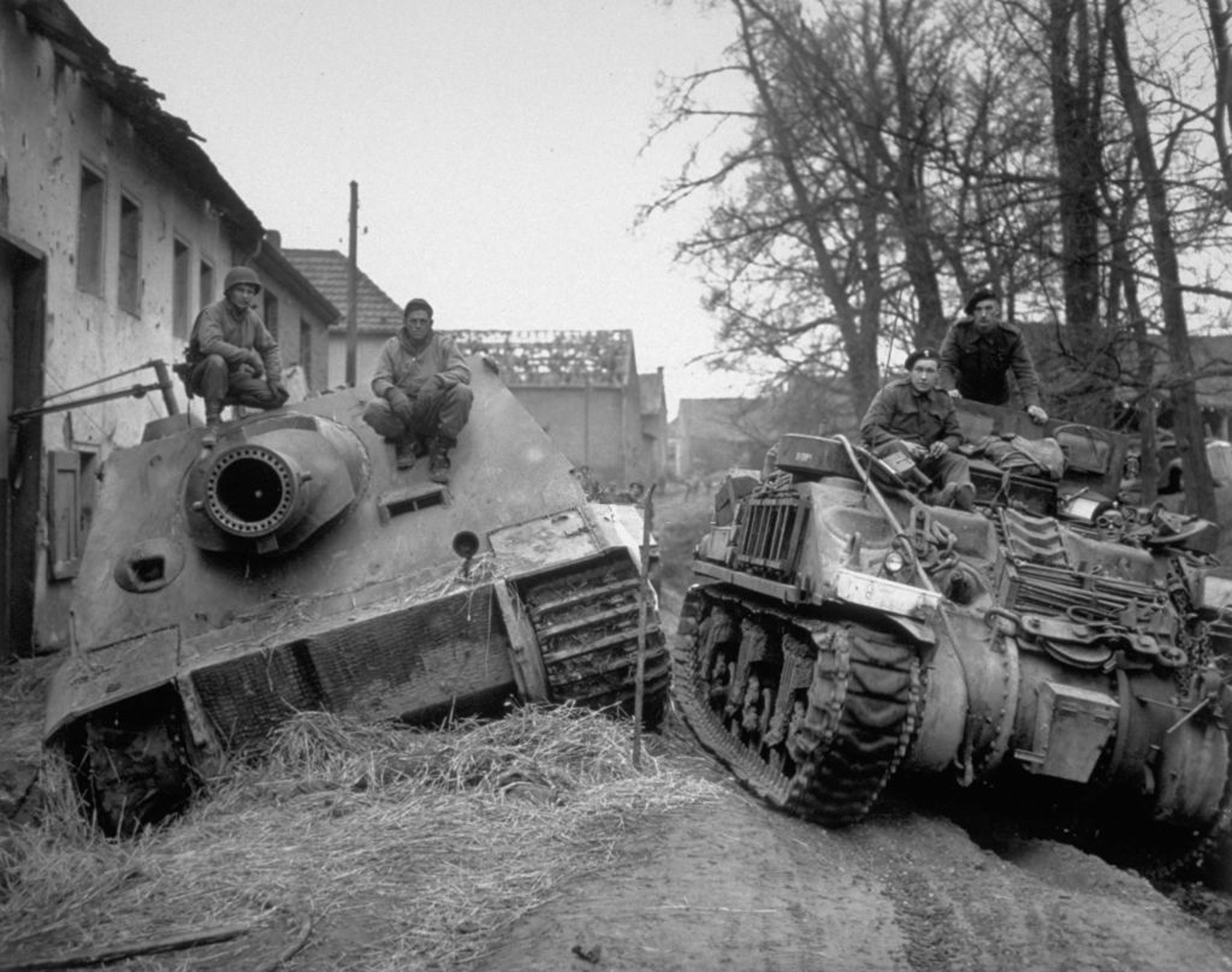
Soldados americanos juntamente à um Sturmtiger capturado. (28 de fevereiro de 1945). Nota-se o ARV (Veículo blindado de resgate) britânico produzido a partir do chassi de um M4 Sherman.